# Aubignosc
Aubignosc – miejscowość i gmina we Francji, w regionie Prowansja-Alpy-Lazurowe Wybrzeże, w departamencie Alpy Górnej Prowansji.

## Demografia
Według danych na rok 1990 gminę zamieszkiwały 403 osoby, a gęstość zaludnienia wynosiła 27 osób/km². W styczniu 2015 r. Aubignosc zamieszkiwało 570 osób, przy gęstości zaludnienia wynoszącej 38,2 osób/km².